# Fritz Kreisler
Fritz Kreisler (født 2. februar 1875; død 29. januar 1962) var en østrigsk-amerikansk komponist og violinist. Han var født og opvokset i Wien. Blandt hans kompositioner kan nævnes de fire korte stykker for violin og klaver Liebesfreud (1905), Liebesleid (1905), Schön Rosmarin (1905) og Caprice Viennois (1910). De er eksempler på wienermusik i den lille form.
Han komponerede en del kadencer til andre komponisters værker. Den mest kendte er hans kadence til Beethovens violinkoncert.
Som violinist gav Kreisler afgørende impulser til violinspil i 1900-tallet. Han var han kendt for sin søde tone og udtryksfulde vibrato, som han fængslede sit publikum med. Hans stil minder om den hyggelige (gemütliche) livsstil i Wien i tiden før 1. verdenskrig. Det kan ikke bekræftes, at Kreisler var opfinderen af den moderne kontinuerlige vibrato, således som det ofte hævdes.